# Kamara haszna

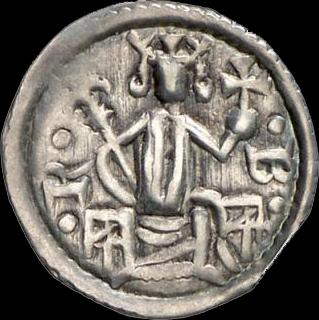
Brakteáta III. Béla vagy IV. Béla korából, a lemezpénz azaz brakteáta verése lehetővé tette, hogy ugyanannyi ezüstből több érme készüljön

A kamara haszna (lucrum camerae) eredetileg az Árpád-korban azt a bevételt jelentette, amely a pénz rendszeres és kötelező beváltásából, a király pénzkibocsátási felségjogának gyakorlásának alapján történő pénzújításból származott. A kamara haszna olykor a pénzrontás folytán is jövedelemhez juttatta a királyt. II. András idejében például az 1222. évi XXIII. törvénycikk már a pénzek évenkénti újrabeváltásáról rendelkezik.
Az uj pénzről: Továbbá, a mi uj pénzünk esztendeig járjon, husvét napjától husvét napjáig. 1. § És a dénárok olyfélék legyenek, a minemüek voltak Béla király idejében.

## Kötelező pénzbeváltás

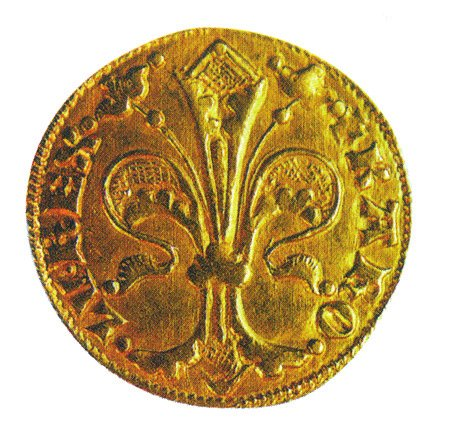
Károly Róbert aranyforintja

Az ezüstpénzeket nem tiszta nemesfémből, hanem ezüst és réz bizonyos ötvözetéből verték. A 13-14. század során az érmék réztartalma évről évre magasabb lett, míg névértékük változatlan maradt – tehát a gyakorlatban pénzrontás történt. Mivel a pénzt kötelező jelleggel át kellett váltani az újabb veretűekre, a két érték különbsége a pénzverés költségein túl is jelentős hasznot jelentett a kincstárnak.
Károly Róbert megszüntette ezt a gyakorlatot. 1325-től jó minőségű aranyforintot veretett, amely Európa-szerte népszerű pénznek bizonyult. 1336-tól megszüntette az ezüst váltópénz kötelező beváltását, 1339-től pedig új, értékálló ezüstdénárokat veretett,
melyekből 100 dénár volt egyenértékű egy aranyforinttal.
1405-ben egy királyi dekrétum létrehozta a királyi pénzváltói tisztséget (campsor regius). Az új szabályozás szerint minden városban működött királyi pénzváltó, szemben a korábbi gyakorlattal, amikor a pénzváltás egyedüli lehetséges helye a pénzverőkamara volt. A királyi pénzváltó kizárólagos jogosultságot kapott arra, hogy aranyforintokért ezüstpénzt és ezüstpénzekért aranyforintokat váltson.
a királyi pénzváltókról 

De, hogy pénzünk az ő igazi értékében megmaradjon, s azt senki se akarja körülmetszeni vagy meghamisitani, elrendeltük azt is, hogy minden városunkban legyen egy királyi pénzváltó, a kinek egyedül álljon hatalmában a pénzt, tudniillik arany forintokon vert pénzt, vert pénzen pedig arany forintokat beváltani és becserélni.

1. § Megtiltván bármely rendü és állásu országlakosainknak és a külföldieknek is, egyetemben és egyenkint, hogy ezután pénznek és arany forintoknak pénzért való beváltására vagy becserélésére joguk és hatalmuk ne legyen, külömben a beváltott vagy beváltandó pénz elvesztésével bünhödnének, melyet kincstárunk számára a királyi pénzváltónak kell átadni.

## Kapuadó
A kieső bevétel pótlására 1336-ban közvetlen adónemet vezettek be, a portális adót. Ezt minden olyan telek után szedték, amelynek a kapuján egy megrakott szénásszekér be tudott menni és meg tudott fordulni, ezért nevezték kapuadónak is. Összege 1339-től az ekkor bevezetett új értékálló váltópénzben 18 dénár volt.

## Füstadó
I. Mátyás 1467-es pénzügyi reformja során a hivatalosan „kamara haszná”-nak nevezett kapuadót a „királyi kincstár adója” elnevezésű, a köznyelvben füstadó vagy füstpénz néven emlegetett adó váltotta fel.